# Њу Роум (Охајо)
Њу Роум (енгл. New Rome) град је у америчкој савезној држави Охајо.

## Демографија
По попису из 2000. године број становника је 60.
| Група             | 2000.      | 2010.    |
| Белци             | 56 (93,3%) | 0 (0,0%) |
| Афроамериканци    | 0 (0,0%)   | 0 (0,0%) |
| Азијати           | 1 (1,7%)   | 0 (0,0%) |
| Хиспаноамериканци | 3 (5,0%)   | 0 (0,0%) |
| Укупно            | 60         | 0        |